# Elección presidencial de Alto Volta de 1978
Las elecciones presidenciales de Alto Volta de 1978 se efectuaron el 14 y 28 de mayo de ese mismo año. Como ninguno de los candidatos obtuvo la mayoría absoluta en primera vuelta se vieron obligados a recurrir al balotaje las dos más altas mayorías relativas.

## Antecedentes
Sangoulé Lamizana venía gobernando el país desde 1966, año en que derrocó al presidente Maurice Yaméogo, elegido un año antes en elecciones democráticas. En 1977 Lamizana convoca a un referéndum constitucional que le permite modificar la carta fundamental de Alto Volta y llamar a elecciones donde válida su gobierno. 

## Resultados

### Primera vuelta
|  | 42.15 % |

|  | 25,22 % |

|  | 16,57 % |

|  | 16,06 % |

### Balotaje
|  | 56.28 % |

|  | 43.72 % |